# Aeroportul Sambava
Aeroportul Sambava (IATA: SVB, ICAO: FMNS) este un aeroport din Provincia Antsiranana, Madagascar ce deservește zona Sambava. Aeroportul a fost tranzitat în 2018 de 80.170 de pasageri. A fost numit după zona deservită.
Situat la o altitudine de 6 m, aeroportul dispune de 1 pistă.

## Infrastructură

### Piste
Aeroportul dispune de o singură pistă. Pista are orientarea 16/34. 